# Линдси, Лиам
Лиам Джеймс Ли́ндси (англ. Liam James Lindsay; род. 12 октября 1995, Шотландия) — шотландский футболист, защитник английского клуба «Престон Норт Энд».

## Клубная карьера

### «Партик Тисл»
Родился в Глазго и окончил Старшую школу святого Ниниана в городе Гифнок, где играл в одной школьной команде с Эндрю Робертсоном. В 2011 году перешёл в академию «Партик Тисл» и через год подписал первый профессиональный контракт. 4 мая 2013 года в последнем туре чемпионата против «Дамбартона» он дебютировал за клуб.
После возвращения в «Партик Тистл», в июне 2014 года Линдси подписала с клубом новый двухлетний контракт. 4 января 2015 года он дебютировал в шотландской премьер-лиге в матче против «Данди Юнайтед». 29 января 2015 года Линдси на правах аренды до конца сезона подписал контракт с командой первой лиги Шотландии «Эйрдрионианс». Сыграл 13 матчей за клуб и забил один гол в гостевом матче против над «Питерхед».
В сезоне 2015/2016 Линдси вошёл в первую команду Тистла, произведя во время предсезонной подготовки впечатление на тренера Алана Арчибальда. 8 декабря 2015 года в матче против «Данди» он забил свой первый гол за «Партик Тистл». В сезоне получил два удаления, в поединках против «Килмарнока» в августе 2015 и против Данди в январе 2016 года. По итогам сезона сыграл в 27 матчах, «Партик Тистл» занял 9-е место. В сезоне 2016/2017 стал основным защитником команды, провёл 42 матча, забил семь голов, и помог команды занять 6-е место в таблице.
Линдси был включён в команду года Премьер-лиги Шотландии 2016/17; он стал единственным игроком не из «Абердина» и «Селтика», который были в команде.

### «Барнсли»
В июне 2017 года защитник отказался от предложения «Оксфорд Юнайтед». В том же месяце клуб принял предложение по Линдси от «Барнсли». 22 июня он подписал трехлетний контракт. 26 августа 2017 года в победном матче против «Сандерленда» он дебютировал за «Барнсли». Хорошо адаптировавшись в команде, в ноябре 2017 года он был вызван в молодёжную сторную Шотландии. Однако, в декабре Барнсли показал плохие результаты и по итогам сезона вылетел после поражения от «Дерби Каунти» в последнем матче сезона. В сезоне 2018/19 годах под руководством Дэниела Стендела Линдси сформировала прочную игровую связку с Итаном Пинноком, команда продемонстрировал лучшую оборону в первой лига, забив всего 39 голов и сыграла 21 сухих матча, что позволило им занять второе место и сразу вернуться в Чемпионшип.

### «Сток Сити»
25 июня 2019 года, вместе с одноклубником Адамом Дэвисом Линдси стал игроком клуба «Сток Сити» за сумму в 2 миллиона фунтов стерлингов, который могли увеличится бонусами до 2,5 миллионов. 10 августа 2019 года в матче против «Чарльтон Атлетик» Линдси дебютировал за новый клуб. 31 августа 2019 года забил свой первый гол в ворота «Бирмингем Сити». По ходу сезона, клуб боролся за выживание в нижней части таблицы, что привело к смене главного тренера в ноябре 2019 года. Пока Майкл О’Нил в январе не подписал Джеймса Честера, Линдси сохранял место основного центрального защитника. В августе 2020 года его связывали с переходами в «Шеффилд Уэнсдей» и «Хаддерсфилд Таун» .

### «Престон Норт Энд»
1 февраля 2021 года шотландский защитник был арендован «Престон Норт Энд» до конца сезона. Сыграл за Престона 13 матчей, забил дважды. 9 июня 2021 года Лиам на постоянной основе стал игроком «лилейно-белых», сумма компенсации не разглашалась.